# Okręg wyborczy Battersea
Okręg wyborczy Battersea powstał w 1885 i wysyłał do brytyjskiej Izby Gmin jednego deputowanego. Okręg zlikwidowano w 1918, ale przywrócono go ponownie w 1983. Okręg obejmuje dzielnicę Battersea w londyńskiej gminie Wandsworth.

## Deputowani do brytyjskiej Izby Gmin z okręgu Battersea
| Wybory | Deputowany              | Partia                   |
| ------ | ----------------------- | ------------------------ |
| 1885   | Octavius Vaughan Morgan | Partia Liberalna         |
| 1892   | John Burns              | Independent Labour Party |
| 1918   | okręg zniesiony         | okręg zniesiony          |
| 1983   | Alf Dubs                | Partia Pracy             |
| 1987   | John Bowis              | Partia Konserwatywna     |
| 1997   | Martin Linton           | Partia Pracy             |
| 2010   | Jane Ellison            | Partia Konserwatywna     |